# Jaap Bethlem
Jaap Bethlem (Amsterdam, 18 september 1924 − Wijk bij Duurstede, 3 januari 2017) was een Nederlands hoogleraar en naamgever van de ziekte van Bethlem.

## Biografie
Bethlem promoveerde in 1955 aan de Universiteit van Amsterdam op de ziekte van Steinert. Op 4 april 1967 hield hij zijn openbare les als lector Neuropathologie aan diezelfde universiteit waar hij per 1 januari 1967 was aangesteld. In 1970 werkte hij mee aan het Compendium neuropathologie. Per 1 september 1971 werd zijn lectoraat omgezet in een gewoon hoogleraarschap Algemene neurologie. In 1979 werkte hij mee aan de Neuromusculaire ziekten [Boerhaave cursus], 22-23 febr. 1979. In 1984 publiceerde hij met zijn dochter Neuromusculaire ziekten, dat enkele jaren later ook in het Engels verscheen. Op 1 oktober 1985 ging hij met emeritaat. In 1994 en 1995² werkte hij mee aan het Handboek spierziekten van de Vereniging Spierziekten Nederland. Bethlem beschreef een zeldzame en erfelijke spierziekte voor het eerst waarna die ziekte zijn naam kreeg.
Bethlem overleed, als weduwnaar van Nelletje Heij (1928-2015), begin 2017 op 92-jarige leeftijd.